# Церква святого Архангела Михаїла (Довгів)
Церква святого Архангела Михаїла — чинна дерев'яна церква, пам'ятка архітектури місцевого значення (охоронний номер 2419-Вл), у селі Довгів Луцького району Волинської області. Храм, зведений 1740 року, є зразком волинської дерев'яної архітектури XVIII століття. Парафія належить до Горохівського благочиння Рівненсько-Волинської єпархії Православної Церкви України.

## Історія
З історичних джерел відомо про існування в селі Довгів дерев'яної церкви станом на 1887 рік. Ймовірно, ця споруда була знищена під час Першої світової війни.
Сучасна церква була збудована в 1740 році в селі Бодячів (нині село на Львівщині, біля межі з Волинню). Після того, як у 1909 році громада Бодячева звела новий мурований храм, стара дерев'яна церква стала нечинною. У 1920 році її придбала та перевезла до себе громада села Довгів, де храм зібрали на місці старої церкви.
Релігійна громада офіційно зареєстрована 24 грудня 1991 року.

### Перехід до ПЦУ
27 січня 2019 року після богослужіння відбулись парафіяльні збори, ініційовані настоятелем храму Іваном Ізаєм. Присутні на зборах парафіяни, близько 100 осіб, одноголосно підтримали рішення про вихід з юрисдикції УПЦ (Московського патріархату) та приєднання до Православної церкви України.

## Архітектура
Церква дерев'яна, тридільна, одноверха, що є характерним для волинських храмів XVII—XVIII століть. Разом із дзвіницею має статус пам'ятки архітектури місцевого значення згідно з рішенням виконкому Волинської обласної ради від 27 серпня 1990 року (охоронний № 2419-Вл). Невідомо, чи була дзвіниця перенесена разом із церквою з Бодячева.

## Парафіяльне життя
Парафія належить до Горохівського деканату (благочиння) Рівненсько-Волинської єпархії ПЦУ. Настоятелем храму з 1 травня 1998 року є митрофорний протоієрей Іван Ізай.
У селі існує традиція святкування Дня села, яке розпочинається богослужінням у церкві, після якого громада вирушає хресною ходою до чудотворного кам'яного хреста, розташованого в полі неподалік.

## Галерея

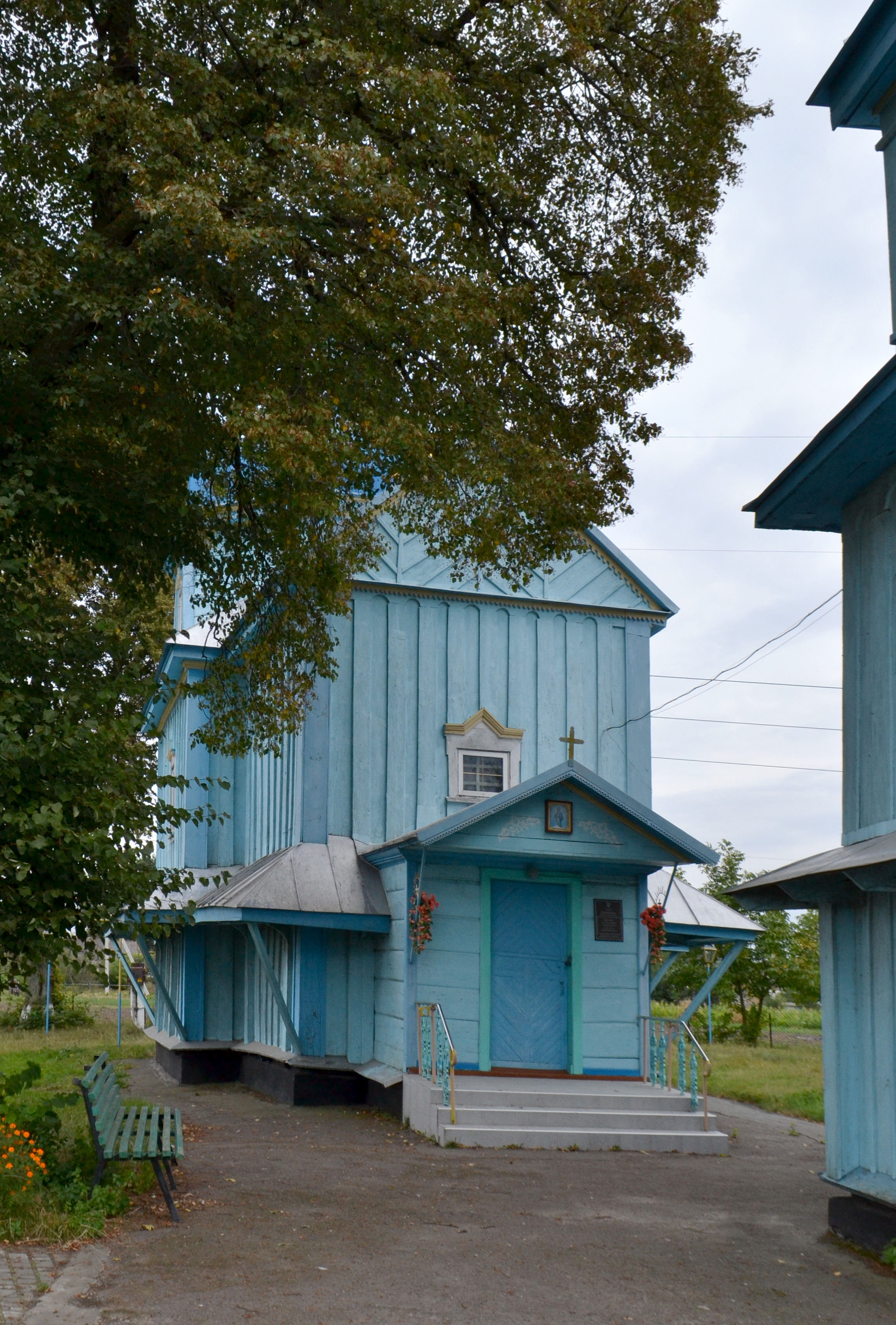
Вхід до церкви
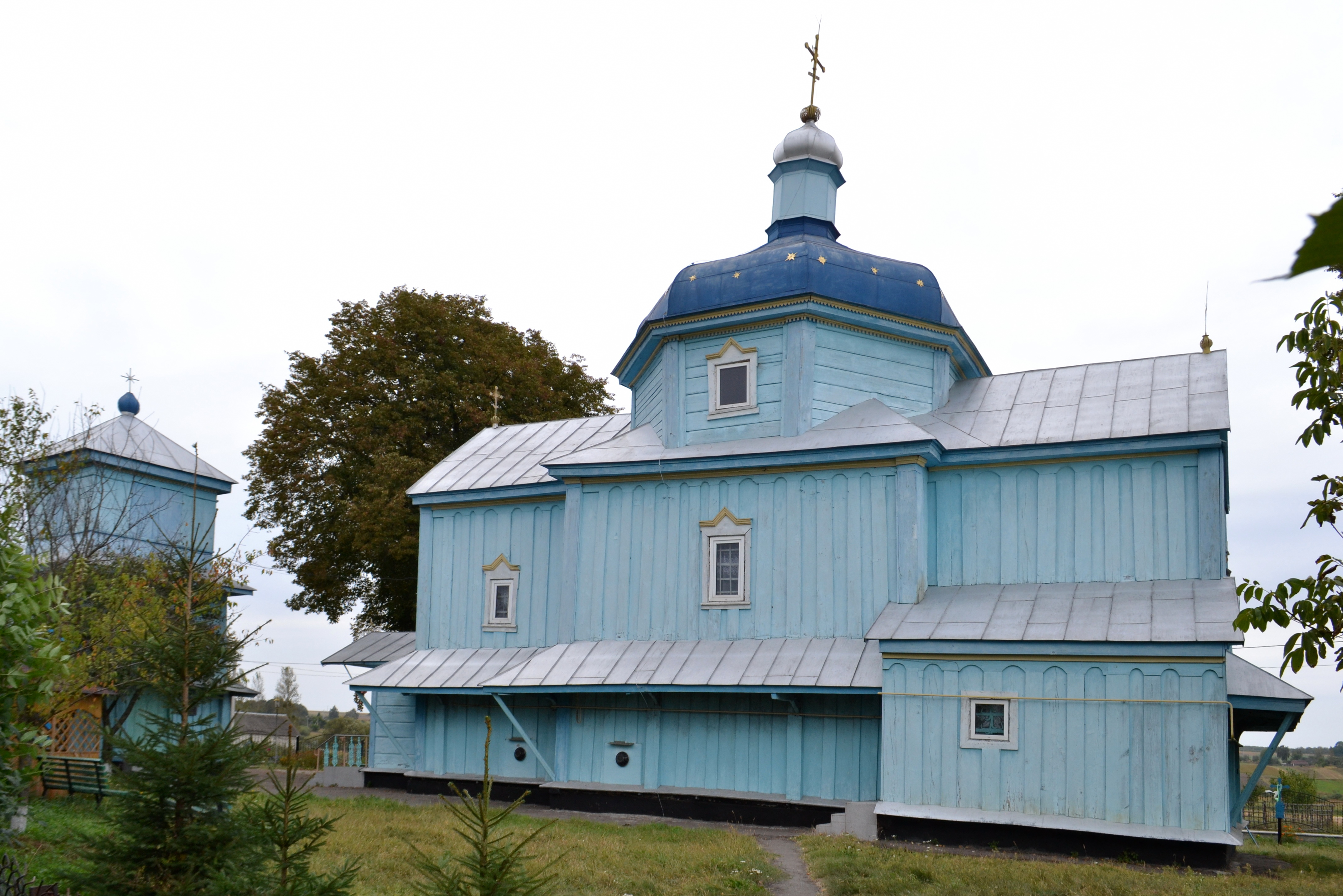
Вигляд на церкву з півдня
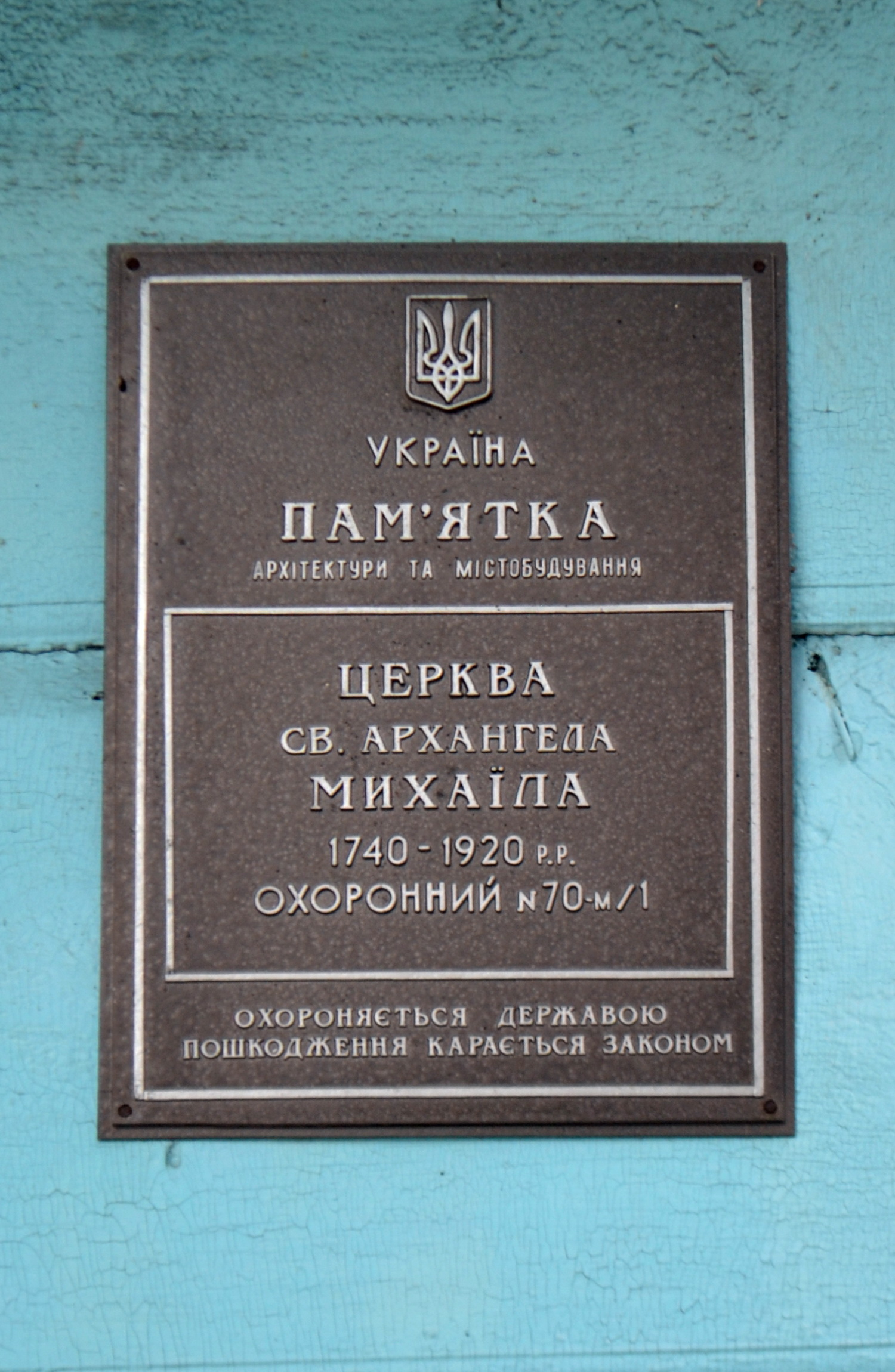
Охоронна табличка на церкві
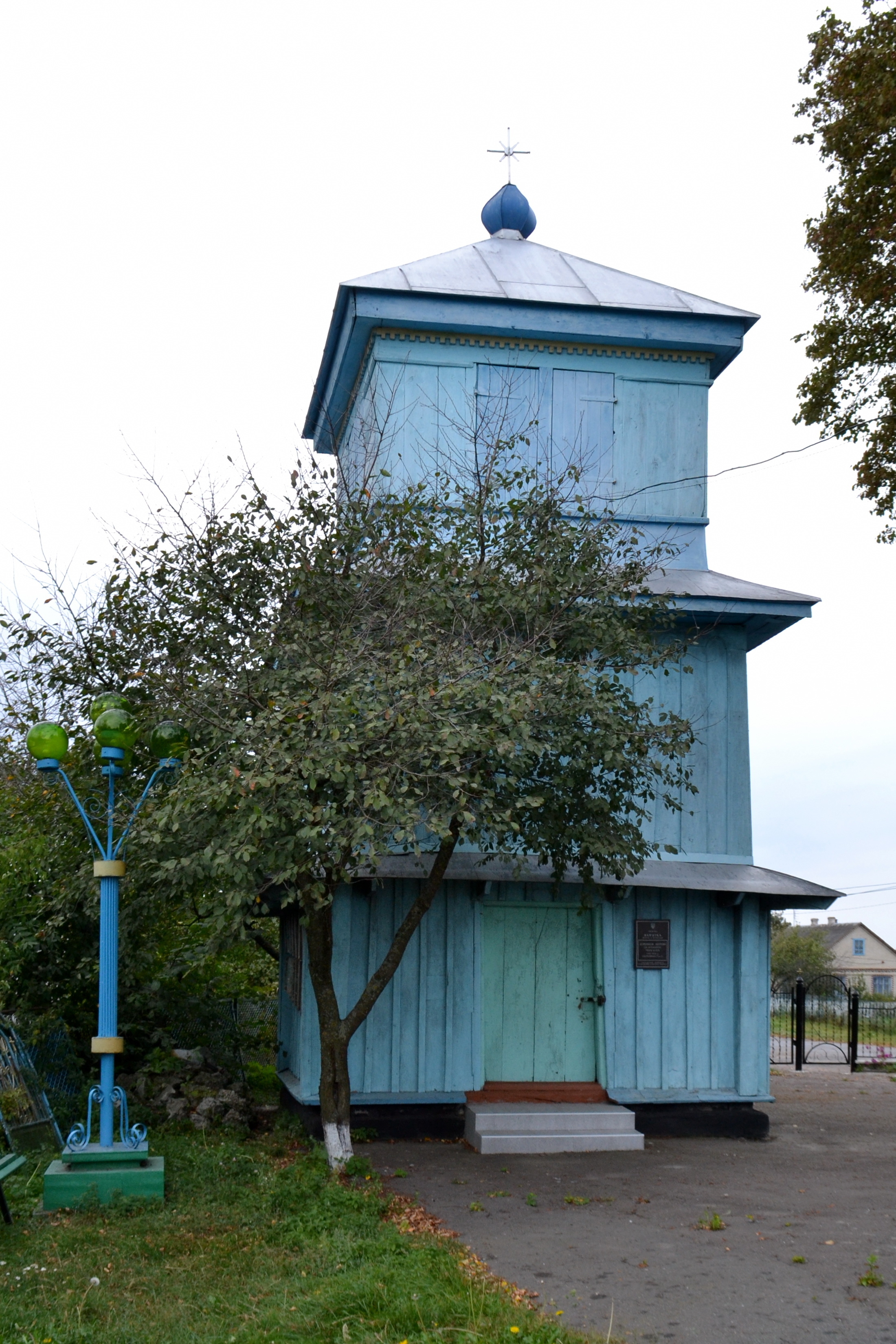
Дзвіниця, вигляд зі сходу
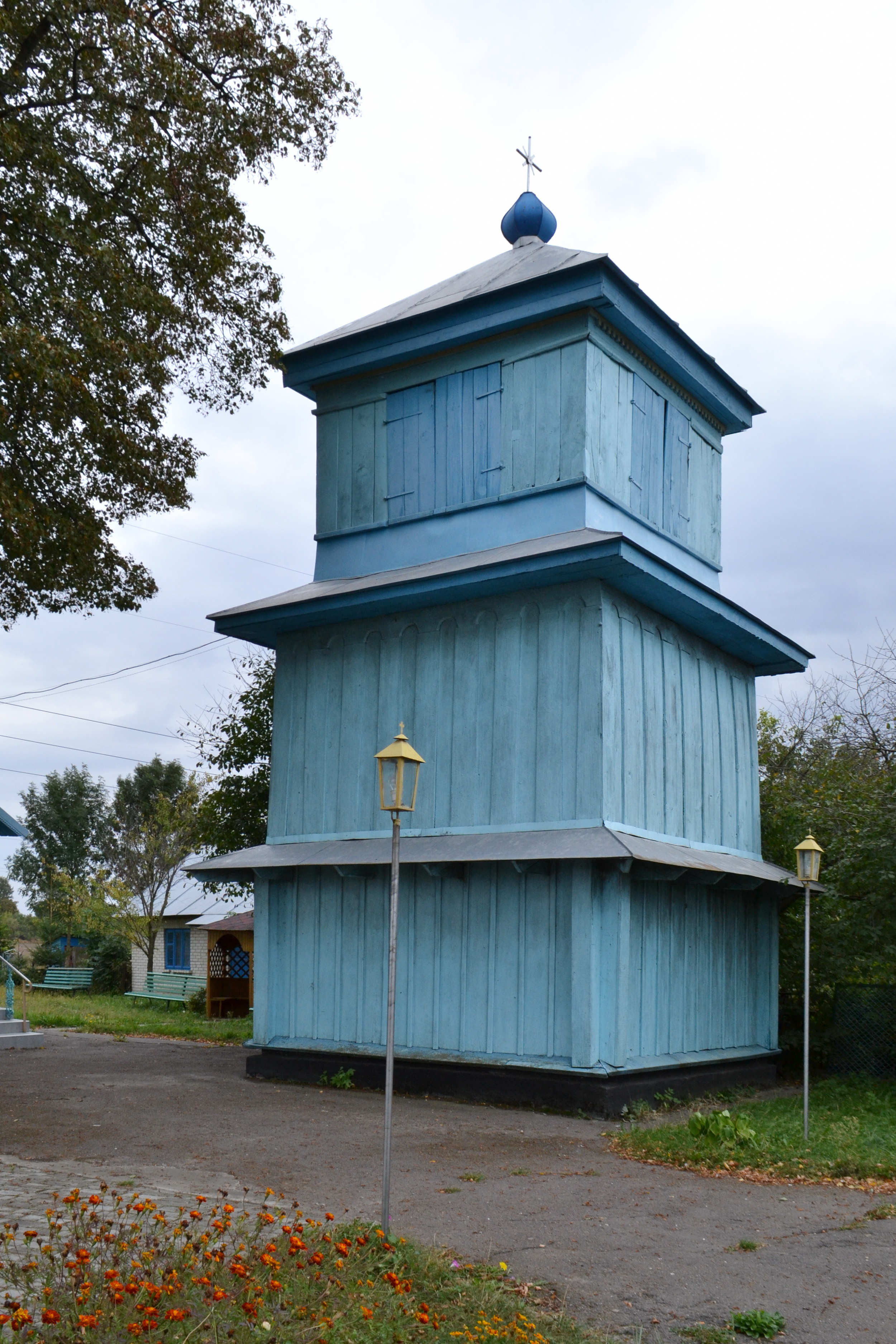
Дзвіниця, вигляд з північного заходу
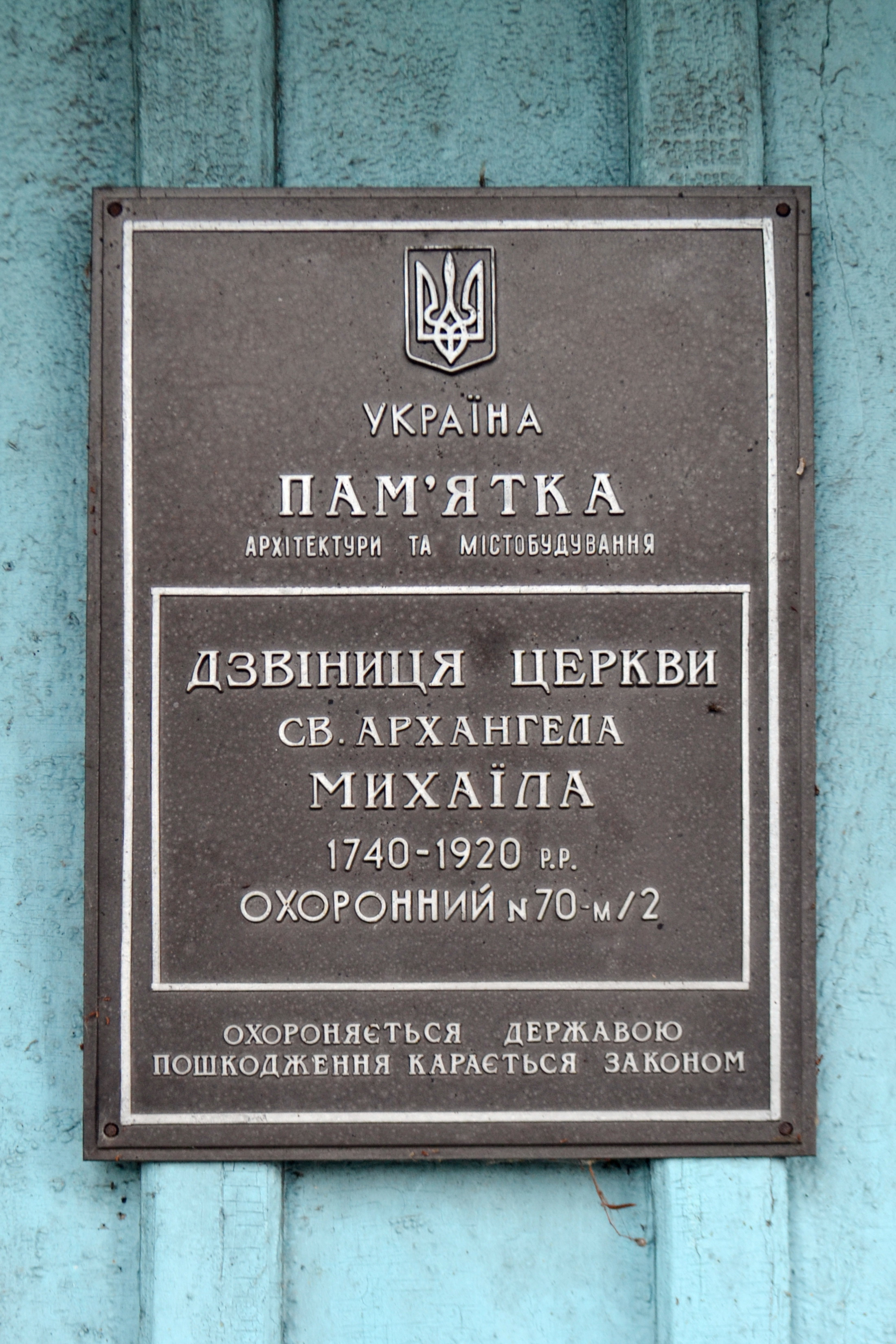
Охоронна табличка на дзвіниці